# Setina flavonigropunctata
Setina flavonigropunctata là một loài bướm đêm thuộc phân họ Arctiinae, họ Erebidae.